# Byttneria pescapraeifolia
Byttneria pescapraeifolia är en malvaväxtart som beskrevs av Nathaniel Lord Britton. Byttneria pescapraeifolia ingår i släktet Byttneria och familjen malvaväxter. Inga underarter finns listade i Catalogue of Life.